# Station Sandycove & Glasthule
Station Sancycove & Glasthule is een treinstation tussen Glasthule en Sandycove in Dun Laoghaire-Rathdown ten zuiden van Dublin. 
Het station werd geopend in 1855. Het ligt aan de Dublin - Rosslare, maar het wordt alleen bediend door de forenzenlijn van DART die een kwartierdienst rijdt.